# John Chapman (allenatore)
John Albert Chapman (New Monkland, 14 marzo 1882 – Manchester, 31 dicembre 1948) è stato un calciatore e allenatore di calcio scozzese.

## Carriera

### Giocatore
Nato a New Monkland, nel Lanarkshire, Chapman iniziò la sua carriera con i Rangers nel 1904. Un anno dopo, si trasferì all'Albion Rovers, prima di accasarsi nel 1906 al Dumbarton, dove segnò tre gol in nove presenze.

### Allenatore
Chapman allenò per undici anni gli scozzesi dell'Airdrieonians, cogliendo il terzo posto nel 1913, miglior risultato nella storia del club. Nel 1921 sostituì Jack Robson, dimessosi per motivi di salute , alla guida del Manchester United: alla prima stagione la squadra retrocede in seconda divisione ma nel 1925 Chapman riesce a ritornare in prima categoria grazie al secondo posto conquistato alle spalle del Leicester City.
Il 7 ottobre 1926, la Federcalcio inglese annunciò che Chapman era stato sospeso dal "prendere parte al calcio o all'allenamento di calcio" durante la stagione 1926-1927 "per condotta impropria nella sua posizione di segretario-manager del Manchester United Football Club". Non è mai stata fornita alcuna ulteriore spiegazione per la sospensione. Nella partita successiva, due giorni dopo la partita contro il Bolton Wanderers, Lal Hilditch aveva assunto temporaneamente il ruolo di giocatore-allenatore.
Dopo la fine della sua sospensione, Chapman fece domanda senza successo per diventare allenatore del Leeds United e rifiutò due offerte di allenamento di calcio prima di assumere la posizione di direttore generale del Liverpool Greyhound Racing Club nell'agosto 1927.

## Statistiche da allenatore
| Squadra           | Nazione                | Da             | A            | Partite  | Partite | Partite | Partite    | Partite       |
| Squadra           | Nazione                | Da             | A            | Panchine | Vinte   | Perse   | Pareggiate | % di vittorie |
| ----------------- | ---------------------- | -------------- | ------------ | -------- | ------- | ------- | ---------- | ------------- |
| Airdrieonians     | Scozia (bandiera)      | 14 luglio 1910 | Ottobre 1921 |          |         |         |            | —             |
| Manchester United | Inghilterra (bandiera) | Ottobre 1921   | Ottobre 1926 | 223      | 87      | 77      | 59         | 39,01         |

## Palmarès

### Allenatore

#### Competizioni regionali
- Lanarkshire Cup: 6

Airdrieonians: 1910–1911, 1912–1913, 1913–1914, 1914–1915, 1917–1918, 1918–1919